# Dąbie (jezioro na Wysoczyźnie Czerwieńskiej)
Dąbie (Dąbie Duże, Brzeźnica, Wielkie, Jezioro Wielkie) – jezioro na Wysoczyźnie Czerwieńskiej, położone w województwie lubuskim, w powiecie krośnieńskim, w gminie Dąbie, w pobliżu wsi Dąbie. Kilkaset metrów na południowy wschód od akwenu znajduje się jezioro Pławie.

## Położenie i opis
Jezioro Dąbie położone jest we wschodniej części powiatu krośnieńskiego, w mezoregionie Wysoczyzna Czerwieńska. Przez jezioro przepływa niewielki ciek bez nazwy, uchodzący do Bobru. Wzdłuż wschodniego brzegu zbiornika biegnie droga wojewódzka nr 288 łącząca Dąbie z Nowogrodem Bobrzańskim. Najbliższą miejscowością jest położone około 1 km na północ Dąbie.
Według Mapy Podziału Hydrograficznego Polski jezioro leży na terenie zlewni piątego poziomu Dopływ z jez. Wielkiego. Identyfikator MPHP to 16948.

## Hydronimia
Jezioro pojawia się w źródłach w 1846 roku – początkowo jako Gr. Gersdfr. S., a następnie: Grosser See (1916), Gr. Gersdorfer See (1933), Grosser See — Wielkie, -kiego (1949), J. Dąbie (1975), Jez. Wielkie a. Brzeźnica (1983), Jezioro Dąbie (1986), Jezioro Wielkie (2006). Nazwa urzędowa: Jezioro Wielkie, została wprowadzona 17 września 1949 roku. Państwowy rejestr nazw geograficznych jako nazwę urzędową jeziora podaje Wielkie, jednocześnie wymienia kilka nazw obocznych: Brzeźnica, Dąbie, Jezioro Wielkie.

## Morfometria
Według danych Instytutu Rybactwa Śródlądowego powierzchnia zwierciadła wody jeziora wynosi 35,2 ha, natomiast A. Choiński, poprzez planimetrowanie na mapach 1:50 000, określił wielkość jeziora na 31,0 ha.
Średnia głębokość zbiornika wodnego to 6,8 m, a maksymalna – 14,3 m. Objętość jeziora według IRŚ wynosi 2406,5 tys. m³. Maksymalna długość jeziora to 1115 m, a szerokość 420 m. Długość linii brzegowej wynosi 3020 m.
Według Atlasu jezior Polski (red. J. Jańczak, 1996) lustro wody znajduje się na wysokości 63 m n.p.m., natomiast według numerycznego modelu terenu udostępnionego przez Geoportal lustro wody znajduje się na wysokości 62,5 m n.p.m.

## Zagospodarowanie
Administratorem wód jeziora jest Regionalny Zarząd Gospodarki Wodnej we Wrocławiu (Zarząd Zlewni Lwówek Śląski, Nadzór Wodny Żagań). Utworzył on obwód rybacki obejmujący wody akwenu oraz jego dopływu i odpływu (Obwód rybacki Jezioro Dąbie Duże na rzece Dopływ z jeziora Dąbie Duże nr 1). Gospodarkę rybacką na jeziorze prowadzi Polski Związek Wędkarski Okręg w Zielonej Górze. Ze względu na typologię rybacką jest to zbiornik typu leszczowego, występują w nim m.in. płoć, leszcz, okoń, karp, szczupak, sandacz, lin, karaś, sum, amur, tołpyga, węgorz.
Zbiornik wodny pełni również funkcje rekreacyjne. Nad jeziorem, w jego północnej części, działa ośrodek wczasowy, posiadających dobrze zagospodarowaną piaszczystą plażę. W latach 2018-2024 funkcjonowało tu kąpielisko wyznaczone zgodnie z zasadami dyrektywy kąpieliskowej – Kąpielisko Kompleks Wypoczynkowy w Dąbiu. W latach 2021–2024 jakość wód tego kąpieliska oceniono jako doskonałą. W opisywanym ośrodku nad jeziorem funkcjonują ponadto wypożyczalnia sprzętu wodnego oraz obiekty gastronomiczne. W latach 2021–2022 na terenie ośrodka organizowane były koncerty podczas inicjatywy zwanej jako Lubuskie Lato Kulturalne, przez kilka lat trwania imprezy nad wodami Dąbia wystąpili m.in.: Organek, Sobel, Nocny Kochanek, LemON, Łydka Grubasa, Strachy na Lachy (2021), Daria Zawiałow, Ralph Kaminski, Żabson, Kult, Dżem (2022).

## Czystość wód i ochrona środowiska
W 1995 roku stan wód jeziora sklasyfikowano, według ówczesnych kryteriów, w II klasie czystości. Zbiornik znajduje się na obszarze chronionego krajobrazu o nazwie Rynna Pławska.